# Norrbomia indica
Norrbomia indica är en tvåvingeart som beskrevs av Papp 1988. Norrbomia indica ingår i släktet Norrbomia och familjen hoppflugor. Inga underarter finns listade i Catalogue of Life.